# Fajã da Caldeira de Cima
A Fajã da Caldeira de Cima é uma fajã portuguesa cujo acesso é feito entrando pelas pastagens da Serra do Topo, por um atalho íngreme.
Neste local, actualmente completamente desabitado, ainda se podem ver antigas casas desertas algumas ainda com tecto que o tempo um dia também fará desaparecer.
Dos antigas azenhas ou moinho de água apenas restam três ao longo da ribeira que se divide em dois ramais, os quais se juntam mais abaixo, dando origem a uma volumosa cascata, no fim da Fajã da Caldeira de Santo Cristo.
Na sua base há um lago com, dois metros de profundidade, onde se pode tomar um banho gelado, porque a água desce por uma garganta profunda onde não entra a luz do sol. Mais abaixo formam-se vários lagos onde cresce a enguia.
Na Caldeira de Cima brotam duas nascentes: a Fonte dos Inhames e a Fonte da Família.
Do chafariz que aqui foi construído não restam vestígios.
O inhame sempre foi uma planta aqui cultivada e muito abundante.
O fio de lenha ainda tem algum uso e por isso permanece em bom estado.
Por ser um local de enorme beleza e sossego, a Caldeira de Cima é frequentada por campistas durante todo o Verão.
O acesso faz-se pelo atalho que desce pela Serra do Topo e vai dar à da Fajã do Sanguinhal. Também se pode chegar lá pelo calhau, com a maré vazia, a partir da Fajã da Caldeira de Santo Cristo.
Nesta fajã chegaram a viver muitas famílias durante todo o ano. As casas, cerca de dezoito, tinham adegas no rés do chão onde se fazia bom vinho. O gado passava todo o ano nesta fajã, alimentando-se nas suas pastagens. O leite produzido era em tal quantidade, que justificou a construção de um posto de leite que recolhia igualmente o leite das fajãs vizinhas.
Também foi construído um posto dos correio, com telefone, onde os residentes da fajã do Sanguinhal iam buscar a sua correspondência, e telefonar para fora da fajã. Estes postos, tal como as casas, caíram com o terramoto de 1980 e, a partir dessa altura, as pessoas abandonaram a fajã e fixaram residência nas freguesias vizinhas.
O Governo Regional dos Açores achou por bem que as pessoas abandonassem as fajãs para se livrarem do perigo das rochas que poderiam cair a qualquer momento e deu subsídios a quem quisesse construir casas em sítios mais seguros. Algumas pessoas pediram esse subsídio para reconstruírem as suas casas nas fajãs, mas isso foi-lhes negado.
Actualmente e devido ao abandona a esta e as outras fajãs foram votadas está-se a tentar que as pessoas voltem a fixar residência nas fajãs, mas isso é muito difícil para quem já se acostumou a viver em locais menos isolados.